# Семёнов, Исмаил Унухович
Исмаил Унухович Семёнов (карач.-балк. Семёнланы Унухну джашы Исмаил); 3 марта 1891, Учкулан — 8 августа 1981, Терезе) — выдающийся карачаевский поэт, один из основоположников и классиков карачаевской современной литературы, член Союза писателей с 1940 года, кавалер Ордена Трудового Красного Знамени, автор песни «Эльбрус» (также: «Эльбрус-красавец»), ставшей гимном Северного Кавказа.

## Биография
- Родился 3 марта 1891 г. в ауле Учкулан, у подножия Эльбруса, в Кубанском ущелье Карачая в семье религиозного деятеля Унуха-хаджи Семёнова. Был праправнуком знаменитого карачаевского певца-импровизатора Семёнова Калтура[2].
- Начальное духовное образование получил в примечетской школе, а позже продолжил обучение в медресе Кёнделена.
- Женился на Ижаевой Анисат, которой посвящено его самое большое и лучшее[3] произведение карач.-балк. "Акътамакъ".
- 1943—1957 находился в Средней Азии вместе с остальным депортированным народом.
- Вскоре после возвращения на историческую родину переселился в Терезе, где умер и похоронен в 1981 году.

## Творческая деятельность[5]
Творчество Исмаила Семенова условно можно разделить на три периода — три типа мировидения. 
- Первый этап локализуется 20-ми—30-ми годами XX века.[6] Это время, когда поэтом были созданы произведения — "Минги Тау" (Эльбрус), "Актамак", зикиры.

Первый период творчества характеризуется приятием мира, оптимистическим мироощущением, цельностью и завершенностью воссоздаваемого образа мира и человека в нем. С 1936 года — Народный поэт Карачаево-Черкесии.
- Второй период — 40—50 годы — поэзия горя и печали. В нее вместилась трагедия самой кровопролитной войны и трагедия уничтожаемого народа.

Для поэзии этого периода творчества характерологическими чертами становятся ирония, сарказм, недоуменные вопросы и гневные обличения, освобождение от конкретики и вещественности описываемого мира и сосредоточение на внутренней жизни, жизни духа, сознания. Изменение настроения привели к тому, что начиная с этого периода поэта перестали печатать, и первое послевоенное издание произведений было опубликовано только в 1992 году, после смерти автора.
- Третий этап творчества, практически совпадающий во времени с возвращением из ссылки и до самой его кончины, характеризуется стремлением к гармонизации духовно-личного и социального в человеке. Проникновение в трагическую суть человеческой жизни обостряет все вечные вопросы существования[8].

## Память
- 15.09.2011 в честь 120-летия со дня рождения поэта Почтой России были выпущены конверт и марка с портретами Исмаила Семёнова[9][10]
- 18.11.2011 в КЧГУ прошла Региональная научная конференция в честь 120-летия со дня рождения поэта[11]
- Учреждена памятная медаль Исмаила Семёнова
- 29.01.2012—02.02.2012 в Турции прошла международная конференция, посвященная 120-летию поэта[12]

## Дополнительные ссылки
- СЕМЕНОВ ИСМАИЛ УНУХОВИЧ (elbrusoid.org)